# Lois Maxwell
Lois Maxwell (ur. 14 lutego 1927 w Kitchener, Kanada, zm. 29 września 2007 w Fremantle, Australia) – kanadyjska aktorka, znana z występów w roli Panny Moneypenny z serii filmów o przygodach Jamesa Bonda. W 1948 roku została uhonorowana Złotym Globem dla najbardziej obiecującej aktorki za rolę Julii Kane w filmie z 1947 pt. That Hagen Girl.
Maxwell zagrała łącznie w 14 filmach o Bondzie, występując w:
- Doktor No (1962)
- Pozdrowienia z Rosji (1963)
- Goldfinger (1964)
- Operacja Piorun (1965)
- Żyje się tylko dwa razy (1967)
- W tajnej służbie Jej Królewskiej Mości (1969)
- Diamenty są wieczne (1971)
- Żyj i pozwól umrzeć (1973)
- Człowiek ze złotym pistoletem (1974)
- Szpieg, który mnie kochał (1977)
- Moonraker (1979)
- Tylko dla twoich oczu (1981)
- Ośmiorniczka (1983)
- Zabójczy widok (1985)